# جامع وتكية الشيخ رشيد الشيخ كاكه
جامع وتكية الشيخ رشيد بن الشيخ كاكه من التكايا التي لها ثلاث مواقع في منطقة كردستان العراق في محافظة أربيل، حيث إنهُ قبل مائتي عام بنيت التكية في قرية داره خورما في ناحية كنديناوه على يد الشيخ عبد الكريم البرزنجي، والموقع الثاني في الثلاثينيات من القرن العشرين بني في محلة خانقاه مقابل قلعة أربيل على يد الشيخ عبد الكريم البرزنجي، والثالثة فقد بنيت عام 1968 -1969م، في محلة أزادي على يد الشيخ عبد الكريم أيضا، وهي من التكايا الأصلية ابتداءا من الشيخ عيسى والشيخ موسى الذين أتوا إلى قرية برزنجة وبعدها أسسوا العائلة البرزنجية قبل حوالي 1200 عام تقريبا، وتبلغ مساحة المبنى 800 م2، وتقام في الجامع صلاة الجمعة وحلقات الأذكار وغيرها من الصلوات، وفي الجامع مكتبة قديمة تحتوي على مصاحف مخطوطة باليد تعود إلى عهد الدولة العثمانية ومطبوعات أخرى قديمة.